# Ljubiša Samardžić
Ljubiša Samardžić (în sârbă Љубиша Самарџић; n. 19 noiembrie 1936, Skopje, Regatul Iugoslaviei – d. 8 septembrie 2017, Belgrad, Serbia), supranumit Smoki, a fost un actor sârb, regizor și producător de film, cel mai cunoscut pentru rolul lui Šurda în serialul TV Vruć vetar (Vânt fierbinte) și ca inspectorul Boško Simić în serialul de comedie Policajac sa Petlovog brda (cu sensul de Polițistul din Petlovo Brdo) și în filmul cu același nume din 1992. Și-a început cariera în anii 1960, jucând mai ales în filme de partizani, dar popularitatea sa s-a datorat și colaborării cu actrița Milena Dravić, precum și cu regizorul Puris Djordjević. Samardzić este singurul actor sârb premiat cu Leul de Aur la Festivalul de Film de la Veneția (1967). Porecla lui a fost Smoki s-a datorat rolului pe care l-a jucat în filmul Peščeni grad (Castelul cu nisip, 1962).

## Tinerețe
Samardžić s-a născut la Skopje, ca fiul unui miner de cărbune sărac din Krivošije (în Muntenegru). Mama sa era din Kosovo și Metohija. Părinții lui s-au întâlnit la Priștina. A crescut în satul Jelašnica aproape de Niška Banja, unde tatăl său, Dragoljub (care a murit în 1948) a lucrat în mina locală. A terminat gimnaziul la Niš.
Talentul său actoricesc a fost descoperit foarte devreme și a beneficiat de o bursă de studii cu regizorul Bojan Stupica la teatrul Atelier 212. Samardžić a studiat la Academia de Arte din Belgrad. După absolvire, a primit un rol în filmul Igre na skelama (1961).
Samardžić a fost membru al Comitetului Central al Partidului Comunist Iugoslav la sfârșitul anilor 1980.

## Carieră
În anii 1960, a devenit una dintre cele mai recunoscute și populare vedete ale fostei cinematografii iugoslave.
Timp de aproape treizeci de ani, el a jucat roluri principale și importante în mai mult de șaptezeci de filme în diferite genuri, cel mai adesea de război și de comedie, iar în ultima parte a vieții în producții despre probleme sociale.
A fost căsătorit cu Mirjana Samardžić din anul 1966. Supranumit Smoki, a fost creditat în diverse producții ca Ljubisa Samardjic, Luba Samardy, Ljubisa Samardzic-Smoki și Smoki Samardì . 
În anii 1990, el și fiul său, Dragan, au fondat o companie de producție de film. În ciuda destrămării Iugoslaviei și a sancțiunilor ONU împotriva Serbiei, compania acestora a realizat multe filme populare și comerciale de succes. Samardžić a jucat de-a lungul carierei sale în peste 180 de filme.

## Premii

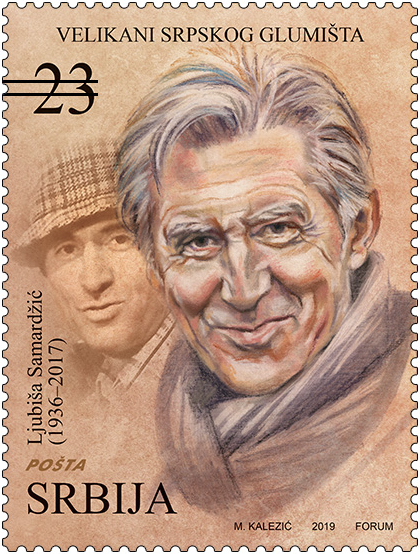
Samardžić pe un timbru din Serbia din 2019

Samardžić a primit de șase ori premiul Arena de Aur la Festivalul de Film de la Pula și numeroase premii la festivaluri de film din Italia. Ca regizor, filmele sale au fost premiate cu Marele Premiu de la Montpellier, Premiul publicului de la Palm Springs și Opera Prima la Festivalul de Film de la Milano. În august 1995, a primit premiul Pavle Vujisić pentru întreaga carieră pentru rolurile sale în cinematografia iugoslavă.

## Filmografie

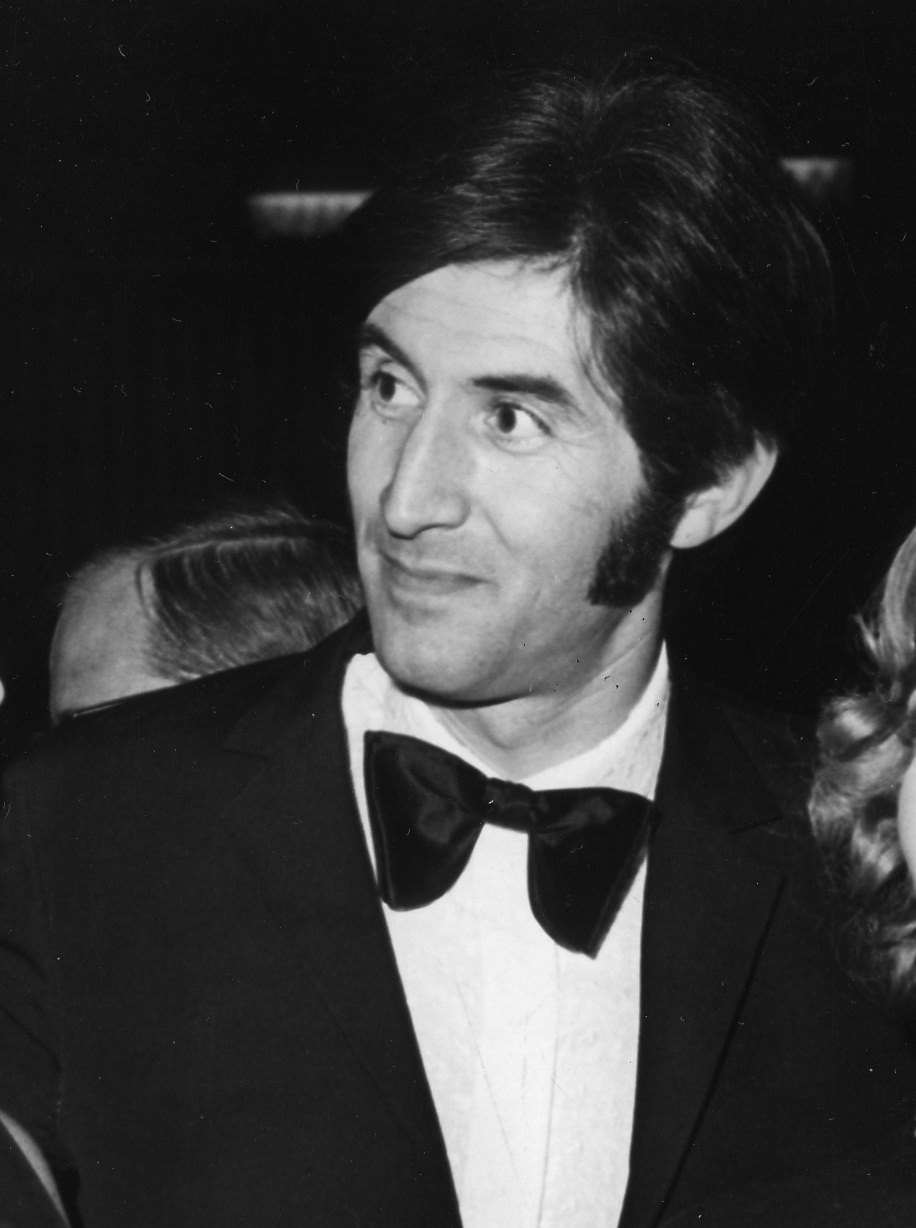
În 1969 la premiera filmului Bătălia de pe Neretva

### Actor
- Igre na skelama (1961) - Gvardijan
- Kozara (1962) - Mitar
- Prekobrojna (1962) - Mikajlo
- Pesceni grad (1962) - Smoki
- Dani (1963) - Dragan
- Desant na Drvar (1963) - Milan
- Lito vilovito (1964) - Vice
- Devojka (1965) - Vojnik
- Inspektor (1965) - Borivoje Jovanovic
- Po isti poti se ne vracaj (1965) - Abdul
- Orlovi rano lete (1966) - Nikoletina Bursac
- The Climber (1966) - Ivan Stojanovic
- The Dream (1966) - Mali
- Noz (1967) - Markov pomocnik
- Jutro (1967) - Mali
- Bokseri idu u raj (1967) - Reum
- Diverzanti (1967) - Sarac
- Sirota Marija (1968) - Vojislav
- U raskoraku (1968)
- Podne (1968) - Ljubisa
- Goli covjek (1968) - Spiro
- Operacija Beograd (1968) - Jasa (voce, nemenționat)
- Bătălia de pe Neretva (1969) - Novak
- Ubistvo na svirep i podmukao nacin i iz niskih pobuda (1969) - Rolul său (nemenționat)
- X + YY: Formel des Bösen (1970)
- Siroma' sam al' sam besan (1970) - Sava Kekic
- Biciklisti (1970) - Vitomir
- Zarki (1970)
- In Love, Every Pleasure Has Its Pain (1971) - Zilio
- Walter Defends Sarajevo (1972) - Zis
- Deveto cudo na istoku (1972) - Tomislav Brodarac
- Battle of Sutjeska (1973) - Stanojlo ... topdzija s konjem
- Bombasi (1973) - Kovac
- Acting Hamlet in the Village of Mrdusa Donja (1974) - Macak
- Hajdúk (1975)
- Cudoviti prah (1975)
- Doktor Mladen (1975) - Stanisa
- Crvena zemlja (1975) - Kosta
- Naivko (1975) - Buzga Mirocki
- Bele trave (1976)
- Special Education (1977) - Milicioner Cane
- Ljubavni zivot Budimira Trajkovica (1977) - Vojislav Voja Trajkovic
- Lude godine (1977) - Dr. Lazovic
- Tamo i natrag (1978) - Sava
- Stici pre svitanja (1978) - Kosta
- Bosko Buha (1978) - Milun
- The Tiger (1978) - Sorga 'Tigar'
- Partizanska eskadrila (1979) - Zare
- Vruć vetar (1980, TV Series) - Borivoje Surdilovic 'Surda'
- Avanture Borivoja Surdilovica (1980) - Borivoje Surdilovic - Surda
- Neka druga zena (1981) - Gvozden
- Visoki napon (1981) - Ivo Goreta
- Siroko je lisce (1981) - Marko
- Gosti iz galaksije (1981) - Toni
- Kraljevski voz (1981) - Tole
- Dvije polovine srca (1982) - Otac
- Smrt gospodina Goluze (1982) - Goluza
- Savamala (1982) - Lampas
- Moj tata na odredjeno vreme (1982) - Sinisa Pantic
- Medeni mjesec (1983) - Rajko
- Timocka buna (1983) - Lazar ... ucitelj
- Secerna vodica (1983) - Fotograf
- Maturanti (Pazi sta radis) (1984) - Profesor Plavsic
- Jaguarov skok (1984) - Bogdan
- Orkestar jedne mladosti (1985)
- Nije lako sa muskarcima (1985) - Ivan Sekulovic
- Zivot je lep (1985) - Valentino, kelner
- Anticasanova (1985) - Stipe
- Dancing in Water (1985) - Glenn's father
- Protestni album (1986) - Pasa
- Razvod na odredjeno vreme (1986) - Sinisa Pantic
- Dobrovoljci (1986) - Kelner
- Andjeo cuvar (1987) - Dragan
- Na putu za Katangu (1987) - Tosa Palidrvce
- Lager Nis (1987) - Kole Kockar
- Zivela svoboda! (1987) - Komandant
- Vanbracna putovanja (1988) - Kapetan Tadic
- Kuca pored pruge (1988) - Stanisa
- Iskusavanje djavola (1989) - Postar Djoka
- Poltron (1989) - Miodrag Krtalic
- Seobe II (1989) - Trifun Isakovic
- Uros blesavi (1989) - Uros
- Noc u kuci moje majke (1991) - Sreten
- Mala (1991) - Zika Ajkula
- Policajac sa Petlovog brda' (1992) - Bosko Simic
- Three Tickets to Hollywood (1993) - Limijer
- Kazi zasto me ostavi (1993) - Rade
- Magarece godine (1994) - Jovo 'Skandal'
- Premeditated Murder (1995) - Vidosav
- Jugofilm (1997) - Bora
- Strsljen (1998) - Profesor Lane Sekularac
- Tockovi (1998) - Vlasnik hotela
- Blues za Saro (1998) - Milivoj
- Natasa (2001) - Tosa (Natasin otac)
- Viza za budućnost (2002-2008, TV Series) - Milan Golijanin
- Yu (2003)
- Jesen stize, dunjo moja (2004) - Marijin otac
- Konji vrani (2007) - Deda
- Bledi mesec (2008) - Deda

### Regizor
- Sky Hook (2000)
- Natasha (2001)
- Ledina (2003)
- Goose Feather (2004)
- Cai negri (2007)
- Luna palidă (2008)
- Parfumul ploii în Balcani (2011)